# Хуанде Рамос
Хуа́н де ла Крус Ра́мос Ка́но, відоміший як Хуа́нде Ра́мос (ісп. Juan de la Cruz Ramos Cano, ісп. Juande Ramos; нар. 25 вересня 1954, Педро-Муньйос, Іспанія) — іспанський футболіст і тренер.

## Біографія
Виступав за клуби нижчих іспанських дивізіонів. Закінчив ігрову кар'єру в 1982 році через травму коліна. На тренерській роботі з 1992 року.
Найбільших успіхів досягнув, коли тренував футбольний клуб «Севілья», який за два роки під його керівництвом (2006—2007) виграв два Кубки УЄФА, Суперкубок УЄФА і Кубок Іспанії. На тренерському містку «Тоттенгем Готспур» виграв Кубок англійської ліги, перший для цього клубу після дев'ятирічної перерви.
9 грудня 2008 року замінив німця Бернда Шустера на посту головного тренера мадридського «Реала».
10 вересня 2009 року підписав контракт на 4 місяці з ЦСКА. Проте вже 26 жовтня 2009 року контракт з ЦСКА був розірваний з обопільної згоди сторін у зв'язку з незадовільними спортивними результатами.
1 жовтня 2010 року став головним тренером дніпропетровського «Дніпра», уклавши контракт на чотири роки.
Влітку 2016 підписав контракт з іспанським «Малага», однак 22 грудня залишив клуб за власним бажанням.

## Досягнення

### Командні
Логроньєс
- Другий призер Сегунди (1): 1995/96.

 Райо Вальєкано
- Переможець Сегунда (1): 1998/99.

 Севілья
- Володар Кубка УЄФА (2): 2005/06, 2006/07.
- Володар Суперкубка УЄФА (1): 2006.
- Володар Кубка Іспанії (1): 2006/07.
- Володар Суперкубка Іспанії (1): 2007.

 Тоттенгем Готспур
- Володар Кубка Футбольної ліги (1): 2007/08.

### Особисті
- Володар Призу Мігеля Муньоса (1): 2006/07.
- Третій найкращий тренер 2007 року (після Карло Анчелотті і Алекса Фергюсона) за версією Міжнародної федерації футбольної історії і статистики (IFFHS), а також ради професійних футбольних суддів (WPPS).

## Цікаві факти
- 26 жовтня 2007 року Хуанде Рамоса звільнили з «Севільї».[6]
- 26 жовтня 2008 року Хуанде Рамоса звільнили з «Тоттенгема».[7]
- 26 жовтня 2009 року Хуанде Рамоса звільнили з ЦСКА.[8]

Тим самим, він досяг унікального «результату»: відразу з трьох команд його звільнили в одну і ту саму дату, причому три роки поспіль.